# Truro (Iowa)
Truro è una città della contea di Madison, Iowa, Stati Uniti. La popolazione era di 485 abitanti al censimento del 2010. Truro fa parte dell'area metropolitana di Des Moines.

## Geografia fisica
Secondo lo United States Census Bureau, ha un'area totale di 0,97 mi² (2,51 km²).

## Storia
Truro fu progettata e pianificata nel 1881. All'inizio degli anni 1850 fu colonizzata come Ohio Township dai coloni originari dell'Ohio. Nel 1881 la città prese il nome dalla città di Truro in Cornovaglia, nel Regno Unito, su suggerimento del capotreno locale, la cui città natale era Truro, Capo Cod, MA.

## Società

### Evoluzione demografica
Secondo il censimento del 2010, la popolazione era di 485 abitanti.

### Etnie e minoranze straniere
Secondo il censimento del 2010, la composizione etnica della città era formata dal 98,4% di bianchi, lo 0,0% di afroamericani, lo 0,4% di nativi americani, lo 0,4% di asiatici, lo 0,0% di oceanici, lo 0,2% di altre razze, e lo 0,6% di due o più etnie. Ispanici o latinos di qualunque razza erano lo 0,2% della popolazione.